# 18e session extraordinaire du Comité du patrimoine mondial
La 18e session extraordinaire du Comité du patrimoine mondial a lieu les 24 et 25 janvier 2023 à Paris, en France, à la maison de l'UNESCO.

## Contexte
La 45e session du Comité du patrimoine mondial était prévue du 19 au 30 juin 2022 à Kazan, en Russie. La Russie envahit l'Ukraine en février 2022 ;  en conséquence, à la suite de la pression diplomatique, le Comité décide, fin avril, de reporter l'événement à une date ultérieure, non précisée.
Le 12 décembre 2022, le Comité se réunit lors d'une session extraordinaire (la 17e) et constate que les conditions ne sont pas réunies pour organiser la 45e session en Russie ; une autre session extraordinaire, un mois plus tard, doit décider du nouveau lieu et des nouvelles dates.
Lors de la 18e session extraordinaire, qui se tient les 24 et 25 janvier 2023, le Comité prend plusieurs décisions. Parmi celles-ci :
- L'organisation de la 45e session est confiée à l'Arabie saoudite[4].
- Trois biens sont inscrits en urgence au patrimoine mondial et immédiatement ajoutés à la Liste du patrimoine mondial en péril.

## Participants
Les membres du comité du patrimoine mondial sont représentés par les 21 États suivants, membres du comité : 
Afrique du Sud, Arabie saoudite, Argentine, Belgique, Bulgarie, Égypte, Éthiopie, Grèce, Inde, Italie, Japon, Mali, Mexique, Nigeria, Oman, Qatar, Russie, Rwanda, Saint-Vincent-et-les-Grenadines, Thaïlande, Zambie. Des représentants de l'ICCROM, de l'ICOMOS et de l'UICN participent également à la session.

## Inscriptions
Les trois biens suivants sont inscrits en urgence au patrimoine mondial. Ils se situent dans des zones de conflit ou sont dans un état de conservation alarmant : les trois sont directement ajoutés à la Liste du patrimoine mondial en péril dès leur inscription.
| Identifiant | Bien                                             | Pays             | Notes | Coordonnées                  | Photo |
| ----------- | ------------------------------------------------ | ---------------- | --- | ---------------------------- | ----- |
| 1702        | Foire internationale Rachid Karameh (it)-Tripoli | Liban (Tripoli)  | Culturel, (i), (ii), (iv) Inscrit en urgence à cause de son état de conservation alarmant | 34° 26′ 16″ N, 35° 49′ 27″ E |       |
| 1703        | Le centre historique d'Odesa (uk)                | Ukraine (Odessa) | Culturel, (ii), (iv) Inscrit en urgence à la suite de l'invasion de l'Ukraine par la Russie. | 46° 29′ 06″ N, 30° 44′ 28″ E |       |
| 1700        | Hauts lieux de l'ancien royaume de Saba          | Yémen (Ma'rib)   | Culturel, (iii), (iv) Comprend 7 sites distincts : Marib, temples d'Awām et Bar'ān (en), barrage de Marib (rives nord et sud, barrage de Jufaynah), et ancienne cité de Sirwah. Inscrits en urgence à la suite de la guerre civile yéménite. | 15° 27′ 45″ N, 45° 19′ 33″ E |       |